# 野口茂樹
野口 茂樹（のぐち しげき、1974年5月13日 - ）は、愛媛県東予市（現：西条市）出身の元プロ野球選手（投手、左投左打）、野球指導者。
現役時代は中日ドラゴンズでエースとして活躍し、1999年には19勝を挙げセントラル・リーグ優勝に貢献して最優秀選手賞（MVP）を受賞した。現役引退後は球界を離れ会社員に転身している。

## 経歴

### プロ入り前
東予東中3年の1989年、愛媛県中学総体で優勝。準々決勝から決勝まで3試合連続で完封した。四国総体では伊野中（高知）と香東中（香川）に敗れ、4位に終わる。
平成2年、地元の愛媛県立丹原高等学校に入学。甲子園常連高から入学の誘いがあったものの、競争をするのは嫌だという理由で全て断っていた。2年次の平成3年夏、全国高校野球選手権愛媛大会では3回戦で前年の覇者・松山商業を破りベスト8に進出。初戦の弓削戦から準々決勝の新居浜西戦までの4試合32イニングスで40奪三振の大会新記録を樹立した。3年次の平成4年春の県大会で東予地区予選の新居浜南戦で8回参考記録ながらノーヒットノーランを達成。準決勝の八幡浜戦では、5回から7回までの9人連続を含む19奪三振を記録した。決勝でも、新居浜東から先発全員の14三振を奪い、チームを初優勝に導いた。しかし、センバツ帰りの松山商業とのチャレンジマッチでは、2回途中に肘の痛みを訴えて降板。3-9で敗れた。甲子園出場の期待がかかった高校3年夏の県大会では3回戦で、のちに日本ハムに進んだ今井圭吾擁する愛媛県立伊予高等学校と対戦。延長10回の熱戦の末投げ勝ちベスト4に進んだが、またしても松山商業に敗れ甲子園出場はならなかった。
1992年度のドラフト会議で中日ドラゴンズから3位指名を受けて入団した。担当スカウトは早川実。

### 中日時代
高木守道監督時代の1993年（1年目）は一軍登板はなかった。
1994年にはコロラド・ロッキーズ傘下のマイナーリーグ（A級）セントラルバレー・ロッキーズに野球留学し、8月25日の対広島東洋カープ戦で一軍（セントラル・リーグ）公式戦初登板を果たす。
1995年はチームが低迷しペナントレースから早々に脱落。高木監督がシーズン途中で解任されたチーム事情もあり、若手の先発候補として積極起用される。四球で自滅する不安定な投球も多かったが、5月4日の対横浜ベイスターズ戦では延長11回無失点の力投を見せた。
星野仙一監督が就任した1996年、開幕から一軍の先発ローテーションに入るが勝ち星を挙げられず、4月末にはローテーションを外され二軍（ウエスタン・リーグ）へ降格した。7月には再び先発復帰し同月11日にはプロ初完投勝利を記録。8月11日、東京ドームでの対読売ジャイアンツ（巨人）戦では矢野輝弘とバッテリーを組み、四死球を6個与えながらもノーヒットノーランを達成。プロ初完封勝利をノーヒットノーランで飾り、5勝全てを完投で挙げた。8月31日の巨人戦（ナゴヤ球場）で、落合博満に死球を与え骨折させた。
1997年、肩の怪我によりシーズンの大半を二軍で過ごし、8月から一軍の先発ローテーションに復帰したが未勝利に終わった。
1998年、同年より投手コーチに就任した宮田征典の指導によって、課題であったコントロールが飛躍的に改善。チーム最多タイとなる14勝（9敗）を挙げ、規定投球回に到達して防御率は2.34を記録し、最優秀防御率のタイトルを獲得した。8月30日の対ヤクルトスワローズ戦では、延長12回・203球を投げた。なお、この日の野口を最後に現在まで1試合200球以上投げた投手はいない（野口以降の最多投球数は、2006年8月25日、千葉ロッテマリーンズ戦での有銘兼久（東北楽天ゴールデンイーグルス）が記録した188球）。
1999年のシーズンは19勝7敗という成績を残し、リーグ優勝に大きく貢献。リーグMVPに輝く。10月10日の対ヤクルト戦で、20勝をかけて先発し9回途中まで無失点に抑えるも、打線の援護に恵まれず0-1のサヨナラ負けを喫する。19勝したものの、当時ルーキーの上原浩治が20勝したため最多勝利を獲得できず、ベストナインも上原浩治が受賞している。日本シリーズでは第1戦と第5戦に登板するが、いずれも敗戦投手となり1勝4敗で福岡ダイエーホークスに敗退。第1戦は0-0の6回に秋山幸二に先制ソロ本塁打、小久保裕紀と城島健司に連続四球で6回途中で降板し、後続の岩瀬仁紀が打たれ3失点（自責点も3）、第5戦は1点リードの3回に自身の失策で満塁とすると、福留孝介の失策に城島と松中信彦の適時打で一挙6点を失い4回で降板した（自責点は0）。
2000年、自身初の開幕投手を務めるも前年のような投球ができず、9勝11敗の成績で終わった。
2001年は防御率2.46、187奪三振を記録し、2度目の最優秀防御率のタイトル獲得に加え、初の最多奪三振も獲得、セ・リーグ投手二冠となった。完投数も初めて2桁（11完投）に到達。4試合連続無四球完投勝利（日本タイ記録）を達成。12勝9敗の成績を残し、完封も5回を記録した。一方で、開幕8連勝を達成するも初黒星を喫するとそこから3連敗。一つ勝って連敗二つ勝って連敗と好不調の波が激しく、6月以降はチームの低迷も重なり一度も勝ち越す月が無かった。同年オフには星野監督が辞任し、投手コーチだった山田久志が新監督に就任。同時にチームはFAの権利を行使してメジャーリーグ (MLB) 移籍を目指したものの断念した前横浜ベイスターズの谷繁元信を獲得したが、これに伴い活躍の場を奪われる危機感を感じた中村武志が移籍を志願して横浜へトレード移籍した。
2002年、怪我により8月まで続いた二軍生活が影響し、9月にようやく一軍昇格したものの、わずか5試合で2勝を挙げるににとどまった。
2003年、開幕第3戦で初先発するも5回を持たずに降板する。その後、野口が先発する試合では正捕手の谷繁ではなく柳沢裕一、中野栄一と捕手を代わる代わる変更させるなど試行錯誤したが、好不調の波が激しく防御率は4点台中盤で9勝11敗の成績であった。辛くも規定投球回に達したが、不安定な投球の一方で高い奪三振率を記録した。シーズン終了後には10年近く住んだ選手寮を退寮。山田も9月7日に監督を解任された。
2004年、落合博満が監督に就任。谷繁とバッテリーを組む機会が増えるが衰えや相性の悪さから低調な成績が続く。6月6日に二軍降格を命じられた際は二軍で徹底的な走り込みを行い、同月20日の対横浜ベイスターズ戦（ナゴヤドーム）では完封勝利を挙げたが、同月27日の対阪神タイガース戦（ナゴヤドーム）で4勝目を挙げて以降は勝ち星を挙げられなかった。同年8月7日の対広島戦（広島市民球場）では初回に2番打者のアンディ・シーツに2点本塁打を被弾、続く3番打者の嶋重宣は二ゴロに打ち取るも4番打者のグレッグ・ラロッカ、5番打者の前田智徳に2打者連続本塁打を被弾し、最後には6番打者の緒方孝市に二塁打を許したところでKOされた（自責点は5）。投球回1/3イニングでのKOは自身のプロ入り後最短、そして1イニング3被本塁打もプロ入り最多で、試合中に落合から二軍落ちと名古屋への強制送還を言い渡された。その次の登板となった8月21日の対横浜戦（横浜スタジアム）でも、3回にタイロン・ウッズからソロ本塁打を打たれると、続く4回には佐伯貴弘に3点本塁打を被弾、直後にはウッズに2本目のソロ本塁打を打たれるなどして3イニングで7失点KOされ、投手コーチの森繁和から「使ったオレが悪い」と酷評された。それ以降登板機会が減り、一軍と二軍を行き来する状況となる。シーズン成績は4勝8敗・防御率5.65（17試合）。チームは5年ぶりにリーグ優勝したものの日本シリーズでは登板機会がなかった。オフには球団首脳から「トレード要員」と明言され、当時近鉄・オリックスの合併に端を発するプロ野球再編問題の中で、合併新球団オリックス・バファローズへの移籍を拒否していた岩隈久志（後に東北楽天ゴールデンイーグルスへ金銭トレード）との交換トレードも取り沙汰されたが、最終的には中日に残留している。
2005年の開幕は二軍で迎えた。5月に入り一軍昇格し、同月15日の福岡ソフトバンクホークス戦で初先発するも、3回3失点でKOされ敗戦投手となり二軍落ち。再昇格後の6月9日、東北楽天ゴールデンイーグルス戦では谷繁とのバッテリーで完封しシーズン1勝目を挙げた（かつてバッテリーを組んだ中村武志とも1打席対決している）が、調子が上向くことはなかった。9月4日のヤクルト戦では2回まで無失点も、3回に岩村明憲に逆転3点本塁打を打たれ、2回2/3を3失点で敗戦投手となり試合後に二軍降格、そのままシーズンを終了した。13試合の登板で3勝6敗・防御率4.00の成績に終わった。シーズンオフにFA権を行使し、11月17日に2年契約・年俸1億円で巨人へ移籍。それに伴う人的補償として小田幸平が中日へ移籍することとなった。ちなみに、中日の生え抜き選手で、FAにより初めて国内移籍したのは野口である。

### 巨人時代
2006年、内海哲也や高橋尚成、野口と同じく新加入したジェレミー・パウエルらが一軍の開幕ローテーション入りを果たしたため二軍スタートとなった。上原浩治や高橋尚成らの故障もあり、5月14日の西武ライオンズ戦にて移籍後初登板初先発を果たす。味方が初回に1点を先制するも、その裏に5失点を喫した。結果的に3回5失点でマウンドを降りたが、チームがその後追いつき負け投手にはならなかった。この試合直後に左肩痛を発症して二軍落ち。その後は出番を与えられず、わずか1試合の登板に終わった。
2007年、開幕ローテーション入りこそ逃したものの、リリーフとして開幕一軍入りし、5月1日に古巣の対中日戦で移籍後初勝利を挙げる。その後もリリーフの一角として登板を続けるが、徐々に打ち込まれるようになり8月中旬に一軍登録を抹消された。プロ入り初の全てリリーフでの登板で31試合登板、防御率は4.30に終わった。プロ入り後、初めて先発登板が一度もないシーズンとなった。契約更改では年俸1億円から75%減の2500万円となった。これは巨人史上当時最大、日本球界全体でも3番目となる減俸率である（金額は推定）。
2008年、先発の内海や、セス・グライシンガー（ヤクルトから移籍）、中継ぎでは山口鉄也、越智大祐らの活躍もあり、ルーキーイヤー以来の一軍登板無しに終わった。10月1日に球団から戦力外通告を受ける。

### 巨人退団後
12球団合同トライアウトには参加せず、東北楽天ゴールデンイーグルスの入団テストを受け、鉄平を含む打者5人と対戦。全員を打ち取るも直球のスピードが出ず、合格には至らなかった。その後、12月23日には同じく巨人から自由契約になった門倉健とともにシカゴ・カブスのトライアウトを受けた。
2009年2月12日、トロント・ブルージェイズとマイナー契約で合意したと報道されたが、契約前のメディカルチェックで左肘に異常が見られたため、契約を破棄された。
巨人退団後は株式会社オーガニッククルーの顧問を務める傍ら、「Future's Baseball Academy」のメインアドバイザーを務めていた。

### 独立リーグ時代
その後、左肘の手術とリハビリを続けたことで、実戦復帰の目処が立ち、2011年5月、三重スリーアローズ（四国アイランドリーグplus）の練習に参加、19日には入団が発表された。同月24日に入団会見を行い、背番号を中日時代と同じ「47」とした。同年シーズン終了後、スリーアローズ解散に伴い退団。12球団合同トライアウトを受験したが、打者5人に対し2四球と結果を残せず、いずれの球団からも誘いが無く、引退を決意した。

### 引退後
2012年より、愛知県常滑市に拠点を置くNPO法人の社会人野球チーム「NPOルーキーズ」のコーチに就任。2013年は監督兼任投手としてプレーした。さらに、東海ラジオ放送の野球解説者も務めた。
将来は妻の両親が経営する焼き鳥店を継ぐ予定であるとされていたが、2014年2月に石黒体育施設株式会社（本社：名古屋市、スポーツ施設・大規模集会施設の建設・メンテナンス）の営業社員として入社。同社へ小松辰雄が顧問（アドバイザー）就任となったと同時に退社した。2017年、カミヤ電機株式会社（愛知県西尾市）への入社が、オフィシャルホームページ内のブログで伝えられた。現在は同社の営業担当として従事しつつ、中日ドラゴンズが主催する少年野球スクールの講師やスポーツ専門チャンネルの解説も務めている。

## 人物
審判からボールを貰う際、マウンド上で必ず帽子を脱いで礼を表す。中村武志とバッテリーを組んで勝利した際、ヒーローインタビューで「中村さんのおかげです」、「中村さんのミットめがけて投げました」としばしばコメントしていた。
中日の選手寮に10年近く居座ったことから、当時のチームメイトから『宇宙人』の愛称で呼ばれていた。退寮後は名古屋でホテル暮らしをしていた。巨人移籍後の当初もホテルに住んでいたが、ペーパードライバーで車を運転できなかったことを理由に挙げている。
巨人から戦力外通告を受けた半年後に保育士の女性と結婚。当時の野口はアルバイトをしつつトレーニングを続けたが赤字続きだったため、妻が引退まで家計を支え続けていた。

## 出演番組
- 東海ラジオ　ガッツナイター - ゲスト解説
- バース・デイ（2012年10月14日・2015年7月4日、TBS）
- 情報フレッシュ便 さらさらサラダ（2012年11月15日、NHK名古屋放送局）

## 詳細情報

### 年度別投手成績
| 年 度      | 球 団      | 登 板 | 先 発 | 完 投 | 完 封 | 無 四 球 | 勝 利 | 敗 戦 | セ 丨 ブ | ホ 丨 ル ド | 勝 率 | 打 者 | 投 球 回 | 被 安 打 | 被 本 塁 打 | 与 四 球 | 敬 遠 | 与 死 球 | 奪 三 振 | 暴 投 | ボ 丨 ク | 失 点 | 自 責 点 | 防 御 率 | W H I P |
| ---------- | ---------- | ----- | ----- | ----- | ----- | -------- | ----- | ----- | -------- | ----------- | ----- | ----- | -------- | -------- | ----------- | -------- | ----- | -------- | -------- | ----- | -------- | ----- | -------- | -------- | ------- |
| 1994       | 中日       | 8     | 1     | 0     | 0     | 0        | 0     | 0     | 0        | --          | ----  | 45    | 10.2     | 5        | 1           | 10       | 0     | 0        | 11       | 0     | 0        | 3     | 3        | 2.53     | 1.41    |
| 1995       | 中日       | 30    | 19    | 1     | 0     | 0        | 3     | 10    | 2        | --          | .231  | 564   | 125.2    | 114      | 21          | 83       | 2     | 2        | 110      | 3     | 0        | 72    | 67       | 4.80     | 1.57    |
| 1996       | 中日       | 21    | 18    | 5     | 2     | 0        | 5     | 5     | 0        | --          | .500  | 487   | 114.1    | 104      | 15          | 52       | 2     | 2        | 88       | 4     | 0        | 47    | 41       | 3.23     | 1.36    |
| 1997       | 中日       | 11    | 7     | 0     | 0     | 0        | 0     | 1     | 0        | --          | .000  | 179   | 37.0     | 46       | 2           | 21       | 0     | 3        | 14       | 2     | 0        | 29    | 27       | 6.57     | 1.81    |
| 1998       | 中日       | 27    | 27    | 6     | 1     | 0        | 14    | 9     | 0        | --          | .609  | 802   | 192.0    | 174      | 10          | 63       | 4     | 5        | 134      | 8     | 0        | 59    | 50       | 2.34     | 1.23    |
| 1999       | 中日       | 29    | 29    | 7     | 4     | 0        | 19    | 7     | 0        | --          | .731  | 870   | 203.2    | 202      | 13          | 67       | 3     | 5        | 145      | 6     | 0        | 68    | 60       | 2.65     | 1.32    |
| 2000       | 中日       | 33    | 27    | 4     | 1     | 0        | 9     | 11    | 0        | --          | .450  | 764   | 173.0    | 200      | 20          | 58       | 3     | 2        | 128      | 9     | 0        | 99    | 89       | 4.63     | 1.49    |
| 2001       | 中日       | 26    | 26    | 11    | 5     | 5        | 12    | 9     | 0        | --          | .571  | 765   | 193.2    | 167      | 7           | 28       | 1     | 2        | 187      | 1     | 0        | 62    | 53       | 2.46     | 1.01    |
| 2002       | 中日       | 5     | 5     | 0     | 0     | 0        | 2     | 1     | 0        | --          | .667  | 118   | 27.0     | 24       | 6           | 13       | 1     | 1        | 12       | 1     | 0        | 15    | 15       | 5.00     | 1.37    |
| 2003       | 中日       | 29    | 26    | 1     | 0     | 0        | 9     | 11    | 0        | --          | .450  | 641   | 146.1    | 154      | 12          | 59       | 0     | 9        | 146      | 3     | 0        | 80    | 74       | 4.55     | 1.46    |
| 2004       | 中日       | 17    | 15    | 1     | 1     | 0        | 4     | 8     | 0        | --          | .333  | 360   | 78.0     | 106      | 13          | 27       | 3     | 1        | 61       | 1     | 0        | 51    | 49       | 5.65     | 1.71    |
| 2005       | 中日       | 13    | 13    | 1     | 1     | 0        | 3     | 6     | 0        | 0           | .333  | 300   | 72.0     | 71       | 8           | 26       | 1     | 4        | 57       | 3     | 0        | 33    | 32       | 4.00     | 1.35    |
| 2006       | 巨人       | 1     | 1     | 0     | 0     | 0        | 0     | 0     | 0        | 0           | ----  | 16    | 3.0      | 7        | 0           | 1        | 0     | 0        | 1        | 1     | 0        | 5     | 3        | 9.00     | 2.67    |
| 2007       | 巨人       | 31    | 0     | 0     | 0     | 0        | 1     | 1     | 0        | 4           | .500  | 144   | 29.1     | 34       | 4           | 20       | 2     | 3        | 28       | 0     | 0        | 15    | 14       | 4.30     | 1.84    |
| 通算：14年 | 通算：14年 | 281   | 214   | 37    | 15    | 5        | 81    | 79    | 2        | 4           | .506  | 6055  | 1405.2   | 1408     | 132         | 528      | 22    | 39       | 1122     | 42    | 0        | 638   | 577      | 3.69     | 1.38    |

- 各年度の太字はリーグ最高

### タイトル
NPB
- 最優秀防御率：2回（1998年、2001年）
- 最多奪三振：1回（2001年）

### 表彰
NPB
- 最優秀選手：1回（1999年）
- ゴールデングラブ賞：1回（投手部門：2001年）
- 月間MVP：4回（投手部門：1999年7月、1999年9月、2001年4月、2001年5月）
- 最優秀バッテリー賞：1回（2001年 捕手：中村武志）
- IBMプレイヤー・オブ・ザ・イヤー賞：1回（2001年）
- 優秀JCB・MEP賞：2回（1999年、2001年）
- JA全農Go・Go賞：1回（最多奪三振賞：2001年5月）

### 記録
NPB初記録
- 初登板・初先発登板：1994年8月25日、対広島東洋カープ20回戦（ナゴヤ球場）、3回3失点
- 初奪三振：同上、1回表に緒方孝市から
- 初勝利：1995年5月17日、対広島東洋カープ6回戦（ナゴヤ球場）、6回1/3を4失点
- 初セーブ：1995年6月15日、対ヤクルトスワローズ9回戦（ナゴヤ球場）、6回表に2番手で救援登板・完了、4回1失点
- 初完投：1995年8月16日、対横浜ベイスターズ20回戦（横浜スタジアム）、8回4失点で敗戦投手
- 初完投勝利：1996年7月12日、対阪神タイガース15回戦（ナゴヤ球場）、9回5失点（自責点1）
- 初完封勝利：1996年8月11日、対読売ジャイアンツ19回戦（東京ドーム） ※史上64人目のノーヒットノーラン
- 初ホールド：2007年4月21日、対阪神タイガース5回戦（阪神甲子園球場）、6回裏に2番手で救援登板、1回1/3を1失点

NPB節目の記録
- 1000投球回数：2001年8月12日、対阪神タイガース21回戦（ナゴヤドーム）、8回表二死目に今岡誠を遊撃ゴロで達成 ※史上290人目
- 1000奪三振：2004年5月29日、対阪神タイガース11回戦（ナゴヤドーム）、5回表に杉山直久から ※史上111人目

NPBその他の記録
- 継投による1イニング4奪三振：1996年8月17日、対阪神タイガース19回戦（ナゴヤ球場）、4回表に野口がケビン・マース・高波文一・山田勝彦（振逃）から、後続の遠藤政隆が和田豊から ※史上初（2020年終了現在でも史上唯一、1イニング4奪三振自体は史上4度目）
- 1試合16奪三振：2001年5月24日、対阪神タイガース10回戦（石川県立野球場） ※セ・リーグ記録
- オールスターゲーム出場：3回（1998年、1999年、2001年）

### 独立リーグでの投手成績
以下の数値は四国アイランドリーグplusウェブサイト掲載の各シーズン選手成績による。
| 年 度     | 球 団     | 防 御 率 | 登 板 | 勝 利 | 敗 戦 | セ 丨 ブ | 完 投 | 完 封 | 無 四 球 | 投 球 回 | 打 者 | 被 安 打 | 被 本 塁 打 | 奪 三 振 | 与 四 球 | 与 死 球 | 失 点 | 自 責 点 |
| --------- | --------- | -------- | ----- | ----- | ----- | -------- | ----- | ----- | -------- | -------- | ----- | -------- | ----------- | -------- | -------- | -------- | ----- | -------- |
| 2011      | 三重      | 2.63     | 10    | 1     | 4     | 0        | 3     | 0     | 0        | 61.2     | 251   | 54       | 3           | 47       | 12       | 6        | 22    | 18       |
| 通算：1年 | 通算：1年 | 2.63     | 10    | 1     | 4     | 0        | 3     | 0     | 0        | 61.2     | 251   | 54       | 3           | 47       | 12       | 6        | 22    | 18       |

### 背番号
- 57（1993年 - 1994年）
- 47（1995年 - 2005年、2011年）
- 31（2006年）
- 46（2007年 - 2008年）